# Educación financiera
Educación financiera es la capacidad de entender cómo funciona el dinero en el mundo: cómo una persona lo obtiene (gana), lo administra y lo invierte. Por otro lado, la educación financiera es el proceso mediante el cual los consumidores financieros mejoran su comprensión de los productos y conceptos financieros y, a través de la información, la instrucción y/o el asesoramiento objetivo, desarrollan las capacidades y la confianza necesarias para ser más conscientes de los riesgos y oportunidades financieros. Más específicamente, la educación financiera se refiere al conjunto de habilidades y conocimientos que permiten a un individuo tomar decisiones informadas de todos sus recursos financieros. Actualmente, en países como Australia, Canadá, Japón, Estados Unidos y Reino Unido, aumentar el interés por las finanzas personales se ha convertido en uno de los principales objetivos de los programas estatales.
- La Comisión Nacional del Mercado de Valores de España la define de la siguiente manera: «La educación financiera permite a los individuos mejorar la comprensión de conceptos y productos financieros, prevenir el fraude, tomar decisiones adecuadas a sus circunstancias y necesidades y evitar situaciones indeseables derivadas bien de un endeudamiento excesivo o de posiciones de riesgo inadecuadas».

En el 2003 la Organización para la Cooperación y el Desarrollo Económicos (OCDE) inició un proyecto gubernamental con el objetivo de proporcionar formas para mejorar la educación financiera a través del desarrollo de principios comunes en educación financiera. En marzo del 2008, la OCDE lanzó el Portal Internacional de la Educación Financiera, el cual tiene como objetivo servir de centro de intercambio de Educación Financiera, además de información e investigación para todo el mundo. En el Reino Unido, el término alternativo “capacidad financiera” es usado por el Estado y sus agencias: la Autoridad de Servicios Financieros (FSA) por sus siglas en inglés, inició una estrategia nacional de capacidad financiera en el 2003. El gobierno de Estados Unidos también estableció la Comisión para la Educación Financiera en 2003.

## Resultados Internacionales
A finales del 2005, la OCDE publicó un estudio en el que se analizaban diferentes encuestas acerca de la educación financiera, estas se realizaron en los países pertenecientes a la organización, entre otros datos se encontró lo siguiente:
- En Australia, el 67% de los encuestados indicaron que comprenden el concepto de interés compuesto, sin embargo al resolver un problema relacionado con este concepto, solo el 28% mostró un buen entendimiento del tema.
- Un estudio británico mostró que los consumidores no buscan activamente información financiera. La información que poseen es recibida por casualidad, por ejemplo cuando guardan un folleto del banco o platican con alguna persona que labora en ese ámbito.
- Un estudió canadiense mostró que las personas encuestadas consideran más estresante elegir inversiones adecuadas que ir al dentista.
- Una encuesta en Corea del Sur mostró que los estudiantes de secundaria tenían una calificación reprobatoria en este tema, es decir, contestaron menos del 60 por ciento de las preguntas correctamente en pruebas diseñadas para medir su capacidad de elegir y gestionar una tarjeta de crédito, sus conocimientos sobre el ahorro y la inversión para la jubilación, y la conciencia de riesgo y la importancia de asegurar su patrimonio.
- Un estudio en los Estados Unidos encontró que cuatro de cada diez trabajadores no ahorran para su jubilación.

“A pesar de los resultados, es alentador encontrar que algunos programas de educación financiera que se han evaluado son razonablemente eficaces. Investigaciones realizadas en los Estados Unidos muestran que los trabajadores han aumentado su participación en los planes 401 k, un tipo de plan de jubilación, con ventajas fiscales especiales, que permite a los empleados ahorrar e invertir para su propio retiro, cuando los empleadores ofrecen programas de educación financiera, ya sea en el forma de folletos o seminarios”.
A pesar de lo anterior, análisis académicos acerca de la educación financiera no han encontrado evidencia de éxito mensurable al mejorar el bienestar financiero de los participantes.
Adicionalmente, un número creciente de investigadores en educación han cuestionado el carácter de la educación financiera, con el argumento de que cambia los riesgos mantenidos por las empresas y el gobierno (ej. pensiones, seguros, gastos de salud etc.) y los asigna a personas individuales. Muchos de estos investigadores argumentan que la educación financiera debe ser más crítica y debe tener un enfoque más amplio, además debe ser una educación que apoye a las personas a entender mejor la injusticia del sistema y la exclusión, en lugar de entender el fracaso financiero como un problema individual y el carácter del riesgo financiero como apolítico. Muchos de estos investigadores trabajan en justicia social, pedagogía crítica, y paradigmas del feminismo y problemas de raza.

## Asia, el Pacífico y Oriente Medio
Una encuesta realizada a las mujeres consumidoras en la región de Asia del Pacífico, Oriente Medio y África (APMEA) por sus siglas en inglés, mostró que estas consumidoras comprenden de manera básica, la administración del dinero, la planificación financiera y la inversión. Los diez mejores países de la APMEA en un estudio de MasterCard enfocado a la Educación Financiera en las mujeres son:
Tailandia 73.9, Nueva Zelanda 71.3, Australia 70.2, Vietnam 70.1, Singapur 69.4, Taiwán 68.7, Filipinas 68.2, Hong Kong 68.0, Indonesia 66.5 y Malasia 66.0.

### Australia
El gobierno de Australia estableció la Comisión Nacional de Educación Financiera y del Consumo en el 2004, la cual recomendó la creación de la Fundación en Educación Financiera en el 2005. En el 2008 las funciones de la fundación fueron transferidas a la Comisión Australiana de Valores e Inversiones (ASIC) por sus siglas en inglés. El gobierno de Australia ha puesto en marcha una serie de programas (tales como la Administración del Dinero) para mejorar las educación financiera en los pueblos indígenas, y en particular en poblaciones remotas.
En el 2011, la ASIC publicó una estrategia de Educación Financiera (www.financialliteracy.gov.au) — informado por el reporte de investigación anterior de la ASIC denominado 'Educación Financiera y el Cambio de Conducta' — para mejorar el bienestar financiero de todos los australianos y elevar los niveles de educación financiera. La estrategia tiene cuatro pilares:
1. Educación
2. Información fiable como herramienta de apoyo.
3. Soluciones adicionales para dirigir la mejora del bienestar económico y el cambio de comportamiento.
4. Alianzas con sectores involucrados en la educación financiera para mejorar sus prácticas y medir su impacto.

La ASIC cuenta con el MoneySmart website, el cual fue una de las iniciativas clave en la estrategia del gobierno. Este sitio sustituyó la Fundación en Educación Financiera y otros sitios web orientados a la comprensión del manejo del dinero. 
La ASIC también cuenta con en el portal de Internet MoneySmart Teaching website para profesores y educadores, el cual proporciona aprendizaje profesional y otros recursos para ayudar a los educadores a integrar la educación financiera en los programas de enseñanza y aprendizaje.

### Arabia Saudita
En Arabia Saudita, SEDCO Hlding llevó a cabo una encuesta a nivel nacional para entender el nivel de educación financiera en los jóvenes. En la encuesta participaron un millar de jóvenes saudíes y los resultados mostraron que sólo el 11 por ciento dan seguimiento de sus gastos; aunque el 75 por ciento entendió los conceptos básicos de la administración del dinero. Un análisis a profundidad de la encuesta de la SEDCO reveló que el 45 por ciento de los jóvenes no guarda dinero en absoluto, mientras que sólo el 20 por ciento ahorra un 10 por ciento de sus ingresos mensuales. En cuanto a los hábitos de consumo, el estudio indicó que elementos tales como teléfonos móviles y gasto en viajes representan casi el 80 por ciento de las compras. En cuanto al financiamiento de su estilo de vida, el 46 por ciento de los jóvenes dependen de sus padres para financiar sus gastos. Afortunadamente, el 90 por ciento de los encuestados afirmaron que están interesados en aumentar sus conocimientos financieros.
En respuesta a la necesidad masiva en Arabia Saudita de un programa que enseñe a las personas cómo manejar su dinero de manera más eficiente y que cambie su percepción hacia el dinero como un recurso infinito, SEDCO Holding, como parte de su Responsabilidad Social Corporativa, lanzó un programa enfocado a abordar esta necesidad. Este primer pilar del programa SEDCO RSE dota a los residentes o ciudadanos de Arabia Saudita de conocimientos financieros a través de su programa con la insignia Riyali. A través de este pilar, 50.000 personas se beneficiarán en los próximos 5 años. Las personas beneficiadas provienen de diferentes sectores; estudiantes universitarios, estudiantes de secundaria, y los empleados de renta media-baja. La SEDCO lanzó Riyali para la Universidad o estudiantes Universitarios en la fase 1 de la educación financiera durante septiembre del 2012. Se enseñaron habilidades financieras básicas, como el presupuesto, el ahorro, y se habló de tarjetas de crédito. De este modo, dotar a los alumnos con habilidades vitales necesarias para tomar decisiones financieras inteligentes en la vida diaria. Riyali se da en los colegios y universidades a través de una serie de talleres (2 en total) de 3 horas cada una y abarca cuatro módulos: el ahorro, presupuesto, inversión y endeudamiento. El material es muy interactivo y tiene una serie de ejercicios y actividades de grupo que lo hacen atractivo.

### Singapur
En Singapur, el Instituto Nacional de Educación estableció el Centro de Profesores en Educación Financiera en el 2007, el cual estaba orientado en facultar a los maestros de escuela para incluir la educación financiera en las asignaturas del plan de estudio, a través de la integración de esta materia en las actividades pedagógicamente importantes e involucrar a los estudiantes en el aprendizaje. Mostrar ejemplos relevantes y auténticos día a día mejoran el aprendizaje experimental y construyen la capacidad financiera en la juventud. Para integrar esta área a las escuelas experimentales, basadas en prácticas, la investigación sobre la educación financiera está encabezada por el Centro, el cual ha publicado numerosos estudios en el impacto sobre la eficacia de los programas de educación financiera y sobre las percepciones y actitudes de los profesores y los estudiantes. Un estudio longitudinal sobre el impacto de la educación financiera en el cambio de actitud y conducta está en curso. El estudio base de la educación financiera en las escuelas de Singapur 2008/9 (Koh, 2011) involucró a 6000 estudiantes y a mil maestros de escuela. El Centro tiene como objetivo facultar a los educadores a equipar a sus estudiantes a ser financieramente inteligentes con el fin de tomar decisiones informadas y ejercer disciplina en la gestión de sus finanzas personales. El Centro de Profesores en Educación Financiera se ha comprometido a liderar los programas de educación de alta calidad con la investigación integrada para la mejora continua a fin de proporcionar las prácticas basadas en la evidencia.
El gobierno de Singapur, a través del Ministerio de economía, financió la creación del Instituto de Educación Financiera en julio del 2012. El Instituto es manejado conjuntamente con MoneySENSE. (programa nacional de educación financiera) y el Politécnico de Singapur. Este Instituto tiene como objetivo construir habilidades financieras básicas en la población de Singapur, a través de programas de educación financiera gratuita e imparcial a los adultos que trabajan y a sus familias. Desde julio del 2012 a mayo de 2014, el Instituto ha llegado a más de 24,000 personas en Singapur a través de talleres y charlas. Algunos de los temas tratados en estos talleres y charlas son:
- Tener sentido de su dinero
- La Planificación Financiera empieza ahora.
- ¿Realmente necesito todo tipo de seguro?
- ¿Estás pidiendo demasiado dinero prestado?
- La construcción de su nido.
- Gestión del ahorro para tu jubilación.
- Introducción para invertir personalmente.
- Comprar una casa dentro de tus medios.
- Planificación patrimonial.
- Entender esquemas de planes básicos de seguro de gastos médicos.

## Europa

### Bélgica
La Autoridad en Servicios Financieros y Mercados FSMA por sus siglas en inglés tiene la tarea de contribuir a mejorar la educación financiera de ahorradores e inversionistas, personas aseguradas y accionistas para que estén en una mejor posición en sus relaciones con las entidades financieras. Como resultado, ellos serán menos propensos a comprar productos que no se adaptan a su perfil. Según la OCDE China y Bélgica son los países con más alto índice de educación financiera. Dando como resultado en estas encuestas que los estudiantes de Bélgica tienen muchos más conocimientos con respecto a educación financiera que los estuantes españoles, franceses o estadounidenses. Haciendo así que la vida en este país sea más funcional con respecto a los ingresos generados ya que aproximadamente el ingreso familiar disponible neto ajustado promedio es de 34 884 USD al año, cifra mayor que el promedio de la OCDE de 30 490 USD.

### España
La CNMV y el Banco de España en su programa de promoción de la educación financiera en la ciudadanía, han presentado un Plan de Educación Financiera con el objetivo de contribuir a la mejora de la cultura financiera de los ciudadanos, dotándoles de herramientas, habilidades y conocimientos para adoptar decisiones financieras informadas y apropiadas. Con fecha 4 de junio de 2013 la CNMV y el Banco de España renovaron el Plan de Educación Financiera que ambos organismos pusieron en marcha en 2008 y por la que extienden sus actividades hasta 2017. Hasta la fecha diversas organizaciones públicas y privadas están desarrollando sus propios programas en línea de difusión de la cultura financiera.
En 2023 surgió el Instituto Nacional de Educación Financiera, una plataforma digital dedicada a simplificar y democratizar el conocimiento financiero. Establecido con el propósito de proveer recursos y herramientas que faciliten la toma de decisiones financieras informadas abordando una amplia variedad de temas dentro del ámbito financiero, desde fundamentos básicos hasta inversión y planificación para la jubilación.
Además de los organismos oficiales han surgido diversas iniciativas privadas destinadas al fomento de la Educación Financiera.

### Reino Unido
El Reino Unido tiene un organismo especial dedicado a la educación Financiera llamado Servicio de Asesoramiento Financiero.
El Acta de Servicios Financieros 2010 incluía una disposición para la FSA para establecer el Organismo de Educación Financiera del Consumidor, conocido como CFEB. El 26 de abril de 2010, el CFEB continuó el trabajo de la División de Capacidad Financiera de la FSA independientemente de la FSA, y el 4 de abril de 2011 fue rebautizado como el Servicio de asesoramiento financiero.
La estrategia previamente implicó a la FSA gastar cerca de 10 millones de libras al año a través de un plan con siete puntos. Las áreas prioritarias son: 
- Nuevos padres.
- Escuelas (un programa desarrollado por pfeg).
- Adultos jóvenes.
- Lugar de trabajo.
- Comunicaciones con el consumidor.
- Herramientas electrónicas.
- Consejos en el dinero.
- Consejos financieros.

Una estudio de referencia realizó 5,300 entrevistas a lo largo del Reino Unido en 2005. El reporte identifica cuatro temas:
- Muchas personas fallan al planear su futuro financiero.
- Muchas personas están adquiriendo riesgos financieros sin darse cuenta.
- Los problemas de una deuda son graves para una pequeña proporción de la población, y muchas más personas pueden verse afectadas en una recesión económica.
- Las personas debajo de los 40 años tienen, en promedio, menos capacidad financiera que la gente mayor.

“En resumen, a menos de que tomen medidas para mejorar los niveles de capacidad financiera, estamos almacenando problemas para el futuro”.
También hay numerosas organizaciones benéficas en el Reino Unido que trabajan para mejorar la educación financiera como MyBnk, Credit Action, El proyecto de economía hablada, El departamento de consejo a consumidores y el Grupo de educación financiera personal.
La educación financiera dentro de las fuerzas armadas del Reino Unido es proporcionada a través del programa MoneyForce, a cargo de Legión Real Britániza en asociación con el ministro de Defensa y el Servicio de Asesoramiento Financiero.

## América del norte

### Canadá
En 2006, la comisión canadiense de valores encargaron dos encuestas nacionales para medir el conocimiento y la experiencia de las personas con las inversiones y el fraude. Los resultados de ambos estudios muestran que existe una necesidad de educar e informar a los inversionistas sobre los mercados de capital y el fraude de inversiones. La educación en esta área es especialmente importante ya que los inversionistas asumen más riesgo y la responsabilidad en la gestión de sus ahorros para la jubilación, y existe una gran población baby boomer en años de jubilarse en América del Norte.
En 2005, la Comisión de Valores de Columbia Británica (BCSC) por sus siglas en inglés, financió el Estudio de Hipotécas Enron. Este el primer estudio sistemático de fraude en inversiones, centrado en alrededor de 2,200 Inversores de Eron. Entre otras cosas, el informe identificó que los inversionistas se acercan a la jubilación sin los recursos adecuados y los hombres de mediana edad eran vulnerables al fraude de inversiones. El informe sugiere que la educación a inversionistas sea aún más importante antes de que la generación baby boom alcance la jubilación.

### Estados Unidos
En Estados Unidos, gran parte de los esfuerzos de educación financiera de la nación son administrados a través de una organización nacional sin fines de lucro llamada  Coalición Jumpstart. Cada estado, a su vez, tiene su propia organización propia que lleva a cabo eventos y ayuda a los miembros a promover la educación financiera para jóvenes.
El US Treasury estableció la Oficina de Educación Financiera en 2002; y el Congreso de Estados Unidos estableció la Comisión de Educación Financiera bajo la Ley de Educación Financiera y Mejoramiento en 2003. La Comisión publicó su Estrategia Nacional de Educación Financiera en 2006. La Coalición Jumpstart ha promovido la educación financiera en Estados Unidos desde el año 1995. 
Mientras que muchas organizaciones han apoyado el movimiento de educación financiera, éstas pueden diferir en la definición de educación financiera. En un informe del Consejo Asesor Presidencial sobre Educación Financiera, los autores pidieron realizar una definición de educación financiera consistente, por la cual los programas de educación financiera puedan ser evaluados. Ellos definieron la educación financiera como "la capacidad de utilizar el conocimiento y habilidades para gestionar con eficacia los recursos financieros para una vida de bienestar financiero”.
En el 2007, el Instituto para la Educación Financiera estableció un programa anual de incentivos para promover la prestación eficaz de los productos financieros, servicios y reconocer los logros de los individuos y organizaciones que promueven la educación financiera. En 2013, los ganadores comprenden Allstate Insurance Company en la categoría de fines de lucro, y el iGrad Financial Literacy Platform en la categoría de mejor producto educativo en la gestión de la deuda.
El entrenador de éxito empresarial Elisabeth Donati ha desarrollado un juego educativo llamado El juego del dinero en donde los niños aprenden y mejoran sus habilidades para obtener educación financiera.
El Consejo de Educación Económica (CEE) realizó en 2009 una encuesta de los Estados y encontró que 44 estados actualmente tienen educación K-12 de finanzas personales. Debido a diferentes criterios, la Coalición Jumpstart sólo consideró que 24 estados cuentan con la educación financiera requerida. Los resultados de la Encuesta de Jump Start de educación financiera personal indican bajos niveles de educación financiera entre los jóvenes de los Estados Unidos.
Adicionalmente, compañías de financiamiento de autos, promueven educación al consumidor a través de Americans Well-informed on Automobile Retailing Economics.
También, la Universidad del Norte de Illinois inició en todo el campus la Iniciativa de Educación Financiera en el 2009 con el programa llamado Centavos Financieros. Centavos Financieros provee a los alumnos de la Universidad del Norte de Illinois con las herramientas y conocimientos necesarios para tomar decisiones financieras sólidas durante sus carreras universitarias, así como después de graduarse. Otras universidades públicas y privadas en todo Estados Unidos han puesto en marcha programas similares de alfabetización financiera.
En julio del 2010, el Congreso de los Estados Unidos delegó al Dodd-Frank Wall Street Reform and Consumer Protection Act (Dodd-Frank Act), la creación de Consumer Financial Protection Bureau (CFPB). La CFPB por sus siglas en inglés, se ha encargado, y en otros mandatos, de promocionar la educación financiera en los consumidores a través de su Grupo de Compromiso y Educación.
El Consejo Nacional de Educadores Financieros es una empresa con recursos de educación financiera que ofrece cursos de educación financiera, capacitación y promociones. El Consejo Nacional de Educadores Financieros proporciona servicios financieros -- Un certificado para instructores de programas de educación financiera , plan de estudios de educación financiera, seminarios financieros de educación, programas de educación financiera y de consulta de varios servicios a personas de todos los ámbitos de la vida, a través de eventos que se celebran en todo el mundo.

Existen ya varios estudios que han comenzado a identificar beneficios de los programas de educación financiera en los Estados Unidos, así mismo reeplantean la necesidad de tener individuos mejor preparados en esta área. En el artículo "La evidencia experimental sobre los efectos de la Financiera Educación sobre el Conocimiento estudiantes de escuela primaria. Comportamiento y actitudes " Michael Batty (Batty, Collins, & Odders-White, 2015)  se plantea, que a medida que el panorama financiero para los consumidores es cada vez más compleja es importante incrementar sus conocimientos en el tema para la mejora de las actitudes y comportamientos que, si se mantiene, puede provocar una mayor capacidad financiera en el futuro.
En el artículo "Capacidad financiera en los niños: efectos de la participación en una educación financiera Basado en la Escuela y el Programa de Ahorro"  (Sherraden, Johnson, Guo, & Elliott, 2011) plantea  que independientemente de educación de los padres y de los ingresos  si el niño comienza su preparación financiera a temprana  edad, conservan lo aprendido a lo, largo del tiempo y lo demostraron obteniendo buenas notas  al presentar evaluaciones del tema años después. Los resultados sugieren que los niños pequeños aumentan financiera cuando tienen la capacidad de acceso a la educación financiera y se acompaña en la participación significativa de servicios financieros.
En el artículo "Mandato estatal de la educación financiera y el comportamiento crediticio  de los adultos jóvenes", (Brown, Collins, Schmeiser, & Urban, 2015) presenta un estudio que se realiza con individuos de tres estados americanos que implementaron un programa de educación financiera obligatorio en su curricula para adultos jóvenes y los resultados que observaron Se comparan las puntuaciones de crédito y morosidad del foco de estudio, en cada uno de estos estados antes y después de la aplicación del programa. Se encontraron con que los jóvenes que están en la escuela después de la aplicación de un requisito de educación financiera tienen una mayor relación de crédito las puntuaciones y las tasas de morosidad relativos más bajos que los de los estados de control.

### México
En México la entidad gubernamental principal responsable de promover la educación financiera es la Comisión Nacional para la Protección y Defensa de los Usuarios de Servicios Financieros (Condusef), según lo señala el artículo 5 de la Ley de Protección y Defensa al Usuario de Servicios Financieros que es de orden federal.
Además se han establecido otras iniciativas. La disciplina o educación financiera es un conocimiento fundamental para toda persona que maneje dinero y los diversos activos líquidos a disposición del público en general para la gestión de ahorro. Con esta educación, los recursos obtenidos se emplearán de una manera adecuada y eficiente por los usuarios, sin embargo no basta con que la población tenga esta educación, hay que extenderla hasta el mismo gobierno y es por eso mismo que el 17 de agosto de 2015, se ha lanzado la “Iniciativa de ley de disciplina financiera de las entidades federativas y los municipios”.
La iniciativa propone un fortalecimiento interno (en términos gubernamentales) a favor del saneamiento de las finanzas públicas, esto con el fin de volver eficiente la gestión de los recursos y poder ofrecer unas cuentas limpias a los habitantes del país en cuestión. Anteriormente se implementó la “Ley federal de transparencia y acceso a la información pública gubernamental” publicada en el DOF y reformada por última vez el 14 de julio de 2014. Esta ley implementada por el expresidente Vicente Fox Quesada, tenía como objetivo el esclarecimiento del uso por parte de los diferentes estados de la república de los recursos provistos por el gobierno federal, sin embargo, no cumplió el objetivo en su totalidad y los gastos desmesurados de las entidades gubernamentales continúa hasta la fecha. Tales gastos se ven reflejados en la economía del país, afectándola de sobremanera, ¿ejemplos de estos gastos? Vehículos de lujo, aeronaves de lujo, mansiones y otras excentricidades que son bien sabidas por el pueblo y siempre negadas por los gobernantes. Por lo tanto, se proponen los siguientes puntos en la iniciativa de ley antes mencionada:
1. - Reglas y estándares de Disciplina Financiera
2. - Nuevas obligaciones para contratación responsable de deuda
3. - Creación de un Registro Público Único para transparentar obligaciones financieras
4. - Se establece un Sistema de Alertas de Deuda Pública para Estados y Municipios
5. - Estados y Municipios podrán obtener créditos con aval de la Federación

A través de estos componentes se avanza en un manejo más responsable y transparente de los recursos financieros en los tres órdenes de gobierno”. (Gobierno Federal, 2015)
Esta iniciativa es bastante interesante y de ser aplicada de manera adecuada, se pueden lograr grandes cambios para impulsar al país al invertir de manera correcta y como siempre debió ser, los recursos obtenidos por cada estado e institución gubernamental. Al educar a este sector del país en términos financieros, se lograran diferentes cosas, entre ellas:
1. Sanear las finanzas del país.
2. Mejorar la calidad de vida de la población en general.
3. Aumentar el nivel de felicidad de la población dando pie a que esta esté más tranquila y por tanto, sea más eficiente y productiva.
4. Fortalecer la economía del país y el valor de la moneda ante otras.

Antes de poder implementar esta iniciativa es de total importancia dar cargos administrativos y políticos que sean transparentes y reducir el número de estos o añadir nuevos integrantes que pasen pruebas de confianza y educación financiera adecuada para que hagan honor a su cargo y dirijan al país por un buen camino. Además de implementar esta iniciativa es importante establecer un sistema financiero bien definido y establecido que tenga el mínimo margen de deficiencia para evitar el gasto excesivo por parte del gobierno federal y las dependencias estatales del mismo.
La implementación de esta iniciativa de ley es un buen incentivo para impulsar el saneamiento de la economía del país y es necesario buscar funcionarios públicos honestos que cumplan con su cargo de la manera que debe ser, sin gastar en exceso y en lujos que son con fines personales y gastar más en el bien común.

## Leer más
- “Improving Financial Literacy - Analysis of Issues and Policies” OECD 2005
- Lucey, T. A., & Cooter, K. S. "Financial Literacy for Children and Youth"
- Federal Reserve Bank of San Francisco. "Community Investments: Financial Education" 2009.
- M. Schuhen / S. Schürkmann: "Construct validity of financial literacy", International Review of Economics Education, Elsevier, Ámsterdam 2014.
- Programa "Finanzas para mortales": Programa social de  "Educación Financiera" promovido por el Banco de España y la CNMV y gestionado por el Banco de Santander y la Universidad de Cantabria.
- MEJÍA CÓRDOVA, Guillermo. "Impacto de las capacidades financieras en el bienestar". RECAI Revista de Estudios en Contaduría, Administración e Informática.
- Campbell Collaboration. (2017, December). Los grupos de autoayuda económica empoderan a las mujeres. Oslo: Campbell Collaboration

- Datos: Q1416374